# Гимназия № 24 (Архангельск)
МБОУ Гимназия №24  имени Бориса Львовича Розинга — муниципальное бюджетное общеобразовательное учреждение городского округа «Город Архангельск» «Гимназия №24».

## История

### 1989 год
Школа № 24 была организована в 1989 году. Она была первым образовательным учреждением, построенным по новому проекту в Привокзальном микрорайоне Архангельска. С первого года определилось основное направление развития: формирование системы нравственно-эстетического образования и воспитания, цель которого дать возможность наряду с общим образованием художественно-эстетическое.

### 1992-1997 годы
С 1992 по 1997 год учреждение работает в режиме опытно-экспериментальной площадки, результаты эксперимента получили высокую оценку городского экспертного совета.
В 1995 году школа становится победителем областного конкурса «Школа года», а коллектив наградили дипломами газеты «Педагогический вестник».

### 1997-2011 годы
С 2002 года школа образовательное учреждение имеет статус – школа с углублённым изучением предметов художественно-эстетического направления.
В 2004 году – признана лучшей в номинации «Школа успеха» в рамках городского проекта «Гимн будущему».
В 2008 году стала победителем национального проекта «Образование».
В 2008 году произошел сильный пожар на уроке химии  вследствие нарушения техники безопасности при проведении наглядных опытов учителем химии (в настоящее время - директором гимназии) Беловым И.А. (попытка потушить случайное возгорание магния водой, которая является катализатором реакции горения магния).

### С 2012 года
В 2012 году усилиями директора Штрайхерг Е.Г. образовательному учреждению присвоен статус гимназии.
В 2014 году в рамках программы развития физкультуры и спорта на территории гимназии появилось большое современное футбольное поле.
С 2014 года после ухода Штрайхерт Е.Г. с должности директора, новым директором назначен бывший учитель химии (до 2008 года включительно) Белов И.А. При нем произошло увольнение нескольких компетентных, проработавших в школе длительный срок, завучей. Предыдущие места работы Белова И.А. - учитель химии школы №24 (до 2008 г.), завуч школы №12, должность в департаменте образования мэрии Архангельска, директор школы в Соломбале, директор гимназии №24 (с 2014 г.). Также при новом директоре произошло увеличение численности уроков с 6 до 7-8 в день и перенесено начало учебного процесса с 9-00 на 8-30, что негативно сказалось на самочувствии и обучаемости учащихся.
В 2015 году за значительные успехи в организации и совершенствовании учебного и воспитательного процессов, формировании интеллектуального, культурного и нравственного развития личности учащихся и в связи с 25-летием со дня основания учреждения коллектив гимназии награждён Почетной грамотой министерства образования и науки Архангельской области.
в 2019 году за успехи в организации и совершенствовании учебно - воспитательного процесса, многолетнюю плодотворную педагогическую деятельность, вклад в развитие творческой активности учащихся и в связи с 30-летием со дня основания учреждения коллектив Гимназии награжден Благодарностью Губернатора Архангельской области.
в 2020 году Гимназии присуждено звание дипломанта региональной общественной награды "Достояние Севера" 2020 года в номинации "Предприятие непроизводственной сферы".
С 2022 года Гимназия носит имя Розинга Бориса Львовича.

## Сегодняшний день
По состоянию на 2015 год материально-техническое оснащение гимназии полностью соответствует современным требованиям: 51 учебный кабинет, в их числе 8 учебных кабинетов — победители городского конкурса «Школа года» в номинации «Лучший учебный кабинет» (16%). В гимназии два компьютерных класса, оснащенных 40 персональными компьютерами, универсальная лекционная аудитория, мобильный компьютерный класс. Гимназия подключена к сети Интернет.
Для реализации образовательных программ имеются 2 хореографических зала, 2 кабинета музыки, кабинет изобразительного искусства, театра, изостудия, шахматный класс, костюмерная, актовый зал на 250 мест, 2 спортивных зала, футбольное поле, детская спортивная площадка.
Информационно-библиотечный центр обладает общим фондом 25034 единиц хранения, в том числе 16532 экземпляров учебной литературы, 8502 экземпляров художественной литературы, 1288 единиц медиатеки.
В гимназии работают медицинский кабинет, стоматологический кабинет, кабинеты педагога-психолога, логопеда, социального педагога, учебно-методический кабинет. На первом этаже располагается столовая на 300 мест.
Учреждение является победителем и призером многочисленных конкурсов и благотворительных мероприятий различного уровня.
Специфика содержания образования и особенности учебно-воспитательного процесса позволили школе стать центром социума, активно влиять на окружающую среду.